# 九戶郡
九戶郡（日语：／ Kunohe gun */?）是位于岩手縣東北部的一郡。人口37,259人、面積763.83km²（2013年）。
現轄有以下2町2村。
- 輕米町
- 九戶村
- 野田村
- 洋野町